# 潘长有
潘长有（1926年—），天津人。中华人民共和国政治人物、全国劳动模范。
早年供职于北洋纱厂、天津钢厂，历任天津钢厂炼钢部工长、副主任，天津市总工会、河北省总工会副主席，天津市劳动局副局长，全国总工会第八、九届执委。